# Friedrich von Gaisberg-Schöckingen

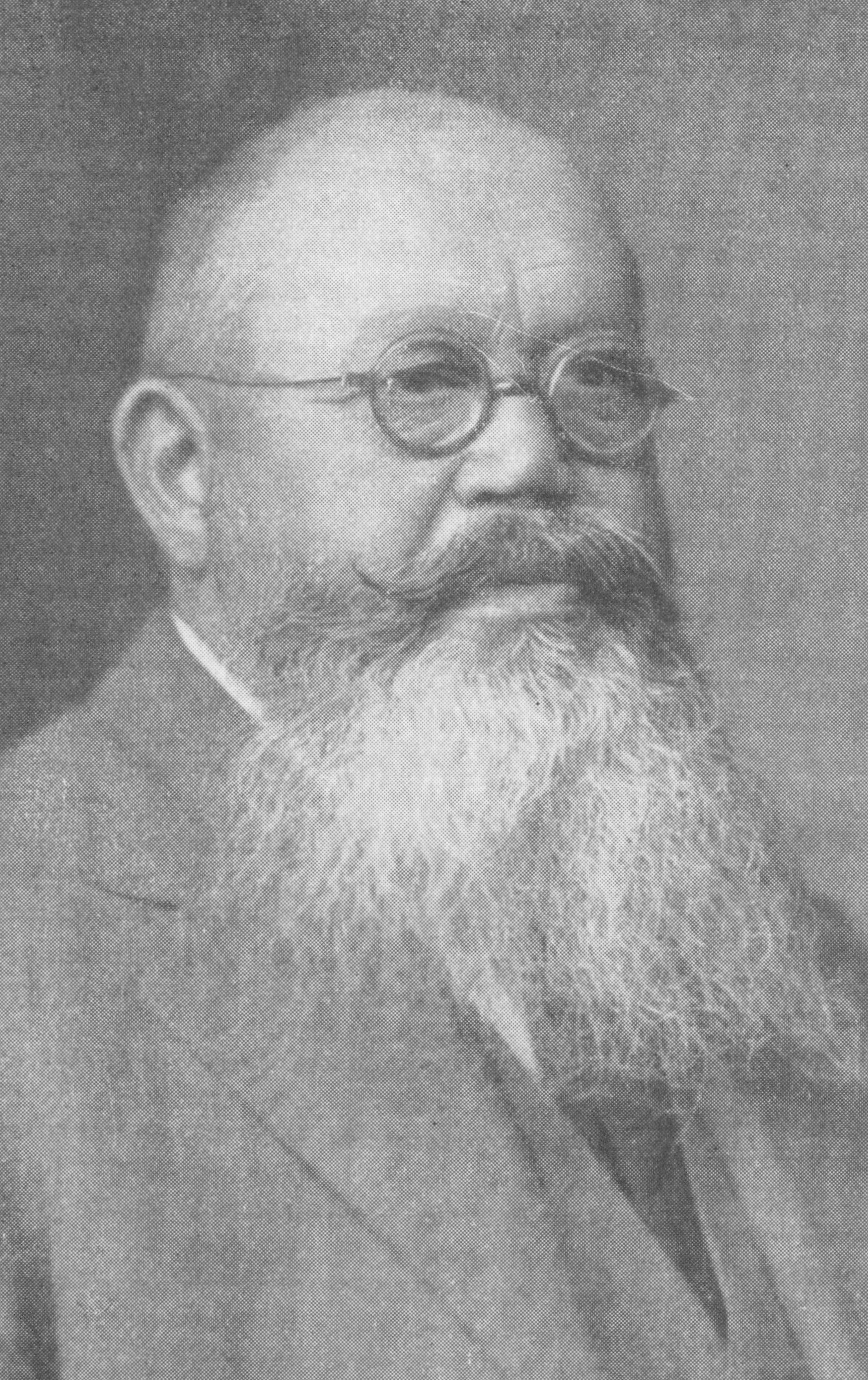
Friedrich von Gaisberg-Schöckingen, um 1928

Friedrich Max Hermann Hugo Dietrich Freiherr von Gaisberg-Schöckingen (* 27. Dezember 1857 in Ludwigsburg; † 27. August 1932 in Schöckingen) war ein deutscher Gutsherr, Politiker, Genealoge und Heraldiker. 

## Leben

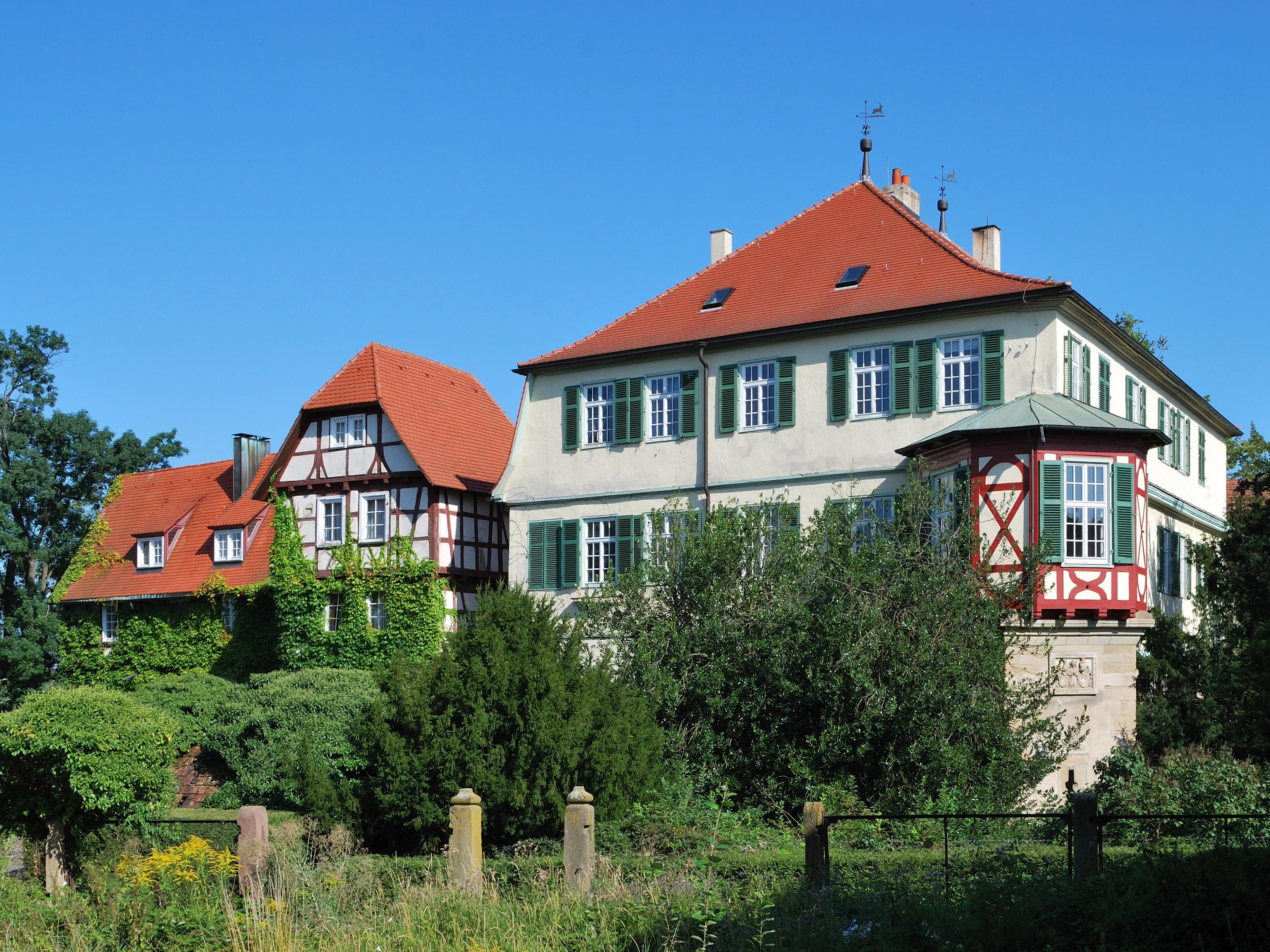
Schloss Schöckingen

Friedrich von Gaisberg entstammte dem schwäbischen Adelsgeschlecht Gaisberg, das seit 1660 im Besitz des Schlosses in Schöckingen ist. Er war ein Sohn des Rittmeisters und Rittergutsbesitzers Maximilian Freiherr von Gaisberg (1821–1913) auf Schloss Schöckingen und seiner Frau Tamina, geb. Beinhauer. Ab 1864 besuchte er die Elementarschule, ab 1866 das humanistische Gymnasium und ab 1868 das Realgymnasium in Stuttgart. 1877 bestand er das Abitur. Da er auf dem rechten Auge erblindet war, wurde er militäruntauglich geschrieben. 1877 begann er mit dem Studium der Forstwissenschaft an der Forstakademie Tharandt, das er 1878 in München, 1880 in Tübingen fortsetzte. In München war er Mitglied des Corps Franconia, in Tübingen des Corps Suevia. 1881/82 absolvierte er ein Praktikum im Schwarzwald. 1882/83 schloss er seine Studien in Tübingen ab. Anschließend übernahm er nach und nach das väterliche Gut in Schöckingen. Am 22. April 1898 wurde er in den Ritterschaftsrat gewählt. Seit 1911 war er Mitglied des ritterschaftlichen Ausschusses für Mitwirkung bei Vergebung und Verwaltung der kleinen Präbende des adeligen Damenstifts Oberstenfeld und ab 18. April 1915 dessen Vorsitzender. Von 1917 bis 1926 war er Ritterhauptmann, danach Ehrenritterhauptmann mit Sitz und Stimme im Ritterrat. Er starb 1932 an einem Gehirnschlag. Seine letzte Ruhestätte fand er in der Familiengrabstätte auf dem Schöckinger Friedhof.

## Politik
Von 1900 bis zur Verfassungsreform von 1906 war Friedrich von Gaisberg-Schöckingen für die Ritterschaft Mitglied der zweiten württembergischen Kammer, in der er sich der Freien Vereinigung anschloss. Er galt als "eines der aktivsten ritterschaftlichen Kammermitglieder" (Raberg). Nach Abschaffung der privilegierten Mitglieder in der zweiten Kammer gehörte er bis 1918 der ersten Kammer an.

## Weitere Funktionen
Neben seiner politischen Tätigkeit engagierte sich Friedrich von Gaisberg-Schöckingen in vielfältiger Weise, insbesondere für Kultur und Geschichte des Landes Württemberg. Er war seit 1904 außerordentliches Mitglied der Württembergischen Kommission für Landesgeschichte, ab 1906 Mitglied der Kommission für die Verwaltung der Staatssammlung vaterländischer Kunst und Altertümer, ab 1910 Vorstandsmitglied des Vereins zur Förderung des Museums für vaterländische Altertümer, 1912 bis 1930 Mitglied des Denkmalrates.
1900 war Friedrich von Gaisberg-Schöckingen an der Gründung der Elektrizitätswerk Glemsmühle GmbH beteiligt. 1914 wurde er Vorsitzender des Bundes für Heimat und Naturschutz in Württemberg und Hohenzollern und Vorsitzender des Leonberger Pferdezuchtvereins. Von 1920 bis 1930 gehörte er der Württembergischen Landwirtschaftskammer an, auch des Württembergischen Forstwirtschaftsrates und als stellvertretendes Mitglied des Reichsforstwirtschaftsrat (bis 1930). Er war 1. Vorsitzender des Bundes für Heimatschutz, Ritterhauptmann des St. Georgenvereins und 1924 bis 1930 stellvertretender Kommendator des Johanniterordens.
Friedrich von Gaisberg-Schöckingen veröffentlichte zahlreiche Schriften zu Genealogie und Heraldik.

## Auszeichnungen
- 1909 Ehrenkreuz der Württembergischen Krone
- 1911 Silberne Erinnerungsmedaille zur Silberhochzeit König Wilhelms II.
- 1912 Silberne Karl-Olga-Medaille
- 1912 Schaumburg-Lippesches Ehrenkreuz II. Klasse
- 1916 Charlottenkreuz
- 1918 Komturkreuz des Friedrichs-Ordens

## Veröffentlichungen
- Die schwäbischen Adelsdekorationen. Aktenauszüge aus dem reichsritterschaftlichen Archiv zu Ludwigsburg und aus dem Ministerium des Innern zu Stuttgart (Berlin, um 1930)
- Kriegerehrung im 15. Jahrhundert. In: Schwäbisches Heimatbuch (1929), S. 46–54.
- Das Württembergische Wappen im Lauf der Geschichte (Stuttgart 1917)
- Genealogie und Heraldik (Neumünster u. a. 1913) Digitalisat
- Rückblick auf die Geschichte des Sanct.Georgen-Vereins aus Anlass seines am 28. April 1908 gefeierten 50jährigen Bestehens (Stuttgart 1908)
- Das Königshaus und der Adel von Württemberg (Pforzheim 1908)
- Die Abzeichen der Turniergesellschaften (1904)
- Über die im Thurgau vorkommenden zwei Geschlechter Gaisberg (Zürich 1901)